# Entrada en pèrdua

Procés de formació de la pèrdua aerodinàmica. Els angles són orientatius i depenen del perfil de l'ala i de la velocitat de l'aire.

L'entrada en pèrdua (stall en anglès) és un fenomen aerodinàmic que consisteix en la disminució més o menys sobtada de la força de sustentació que genera el corrent incident sobre un perfil aerodinàmic. L'entrada en pèrdua es produeix generalment quan l'angle de atac (el que forma la corda del perfil alar amb el flux d'aire) assoleix un cert valor límit, que depèn en gran manera de la velocitat de l'aire i del disseny del perfil.
La reducció en la sustentació és deguda a un procés conegut com a separació de la capa límit, pel qual s'inverteix la direcció relativa del flux d'aire en determinades zones de la superfície aerodinàmica, reduint d'aquesta manera la succió generada per l'aire. Quan aquest fenomen es produeix en una porció significativa de la superfície, provoca una reducció notable de la capacitat de sustentació de l'ala, alhora que augmenta considerablement la resistència aerodinàmica.
L'entrada en pèrdua és de particular interès en navegació aèria i enginyeria aeroespacial, perquè suposa un risc per a l'estabilitat de les aeronaus. Quan l'entrada en pèrdua es produeix en ple vol, el pilot ha de recuperar la sustentació i l'estabilitat fent que l'avió «piqui», és a dir, fent que el morro baixi respecte a la cua. Tanmateix, l'entrada en pèrdua és a vegades utilitzada de forma intencionada en algunes maniobres d'acrobàcia aèria.